# Neurothemis fulvia
Neurothemis fulvia – gatunek ważki z rodziny ważkowatych (Libellulidae).